# スタニスワヴフ県
スタニスワヴフ県（波：Województwo stanisławowskie）は、かつて存在したポーランド第二共和国の県の一つである。カルパティア山脈の森林に覆われており、行政中心区はスタニスワヴフ（現：イヴァーノ＝フランキーウシク）に置かれていた。

## 侵攻
1939年9月17日、ソ連は独ソ不可侵条約に則ってポーランド東部へと侵攻した。ポーランド軍は西部のドイツ国防軍に対して集中的に抵抗していた為、ソ連軍は大きな反撃も無く東部を占領することが出来た。当初ポーランドは部隊を組織して1940年春頃まで抵抗しようとしたが、ソ連軍が占領した事で計画は頓挫し、占領後に1万8千人以上のウクライナ民族主義者組織及び反乱軍によってポーランド国民が虐殺の犠牲となってしまった。

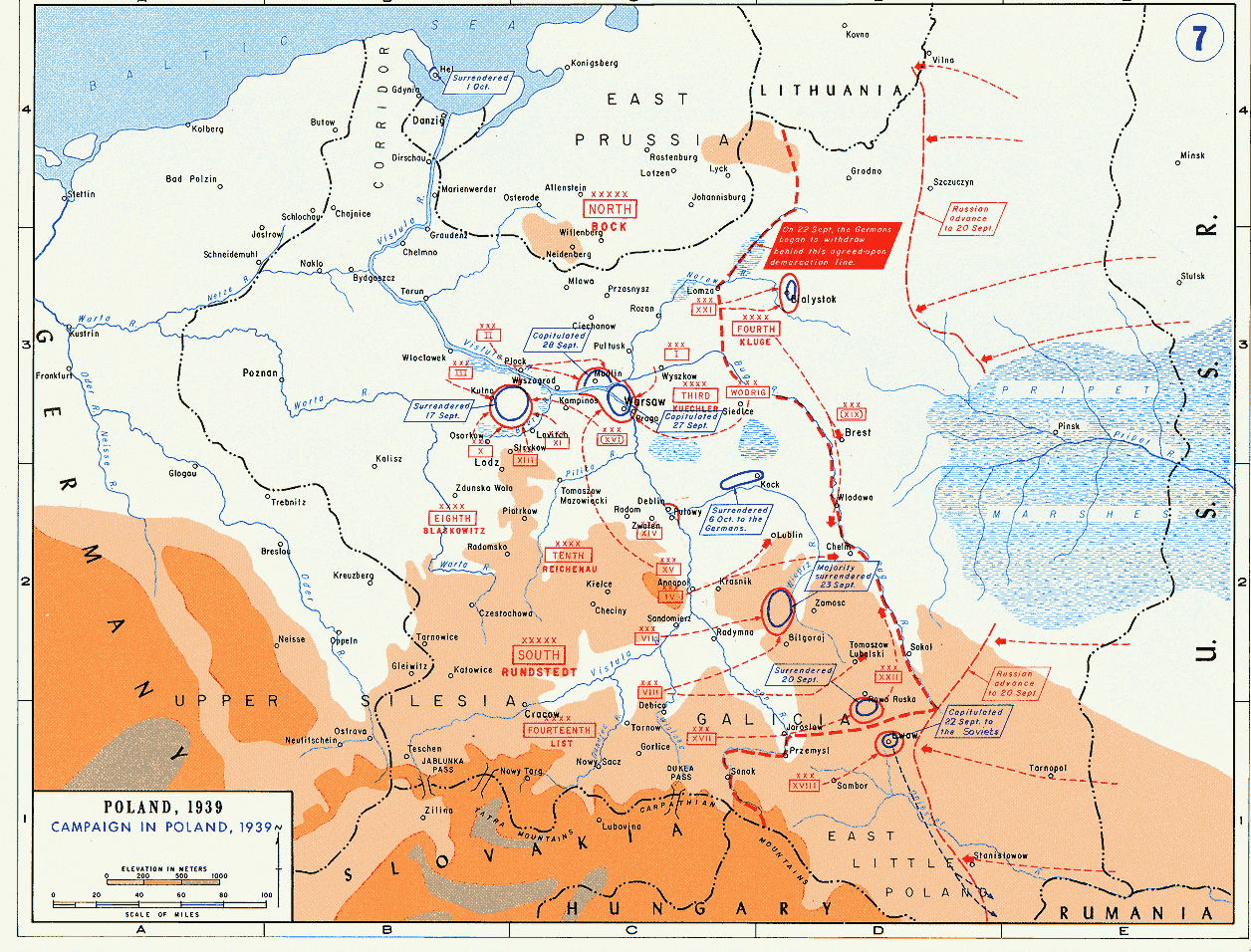
1939年9月14日以降の軍の動き。

### ドイツの占領・編入
1941年にはバルバロッサ作戦でナチス・ドイツの占領後にポーランド総督府に編入された。

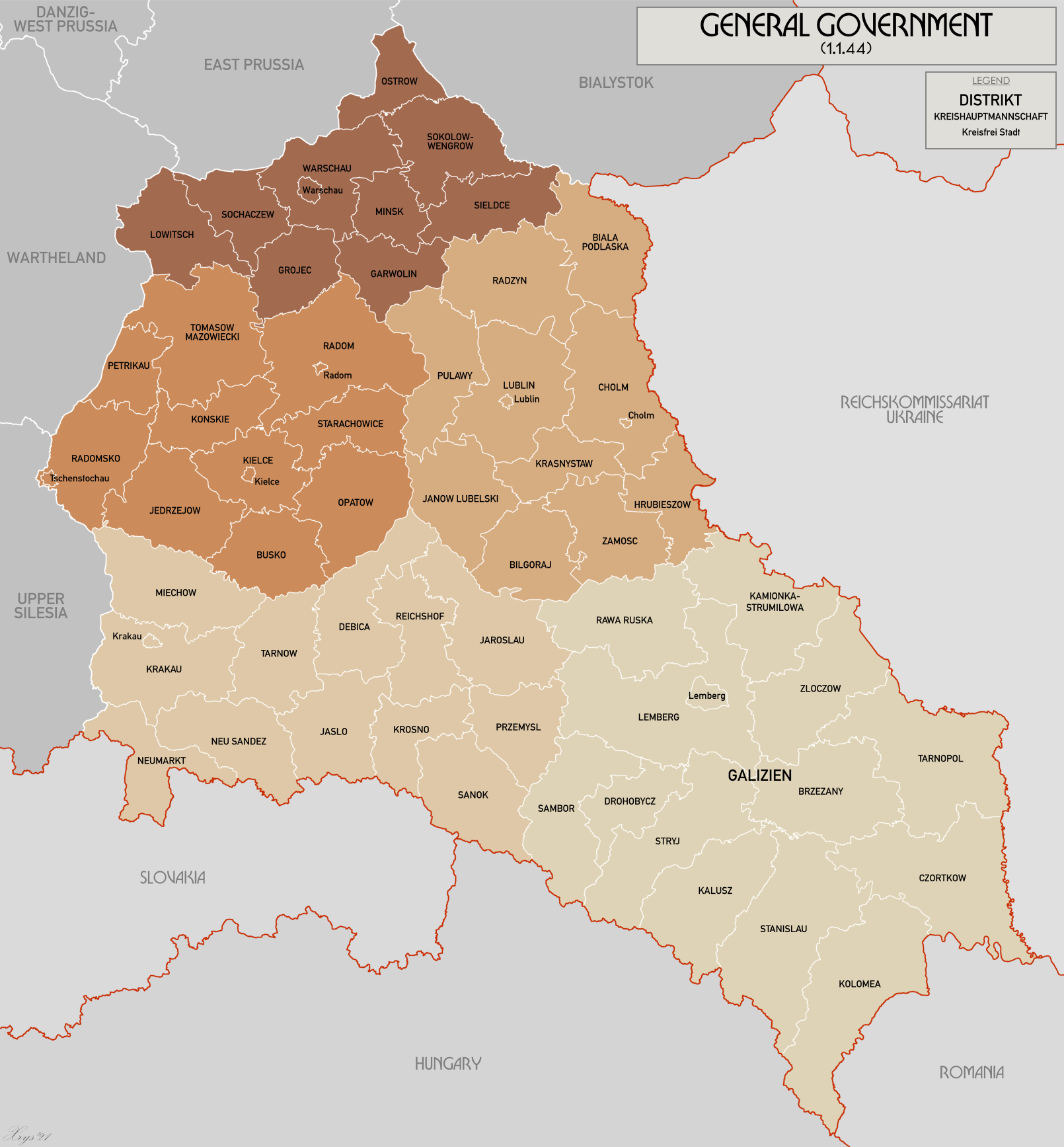
ポーランド総督府（バルバロッサ作戦以降）の地図

## 行政区分
スタニスワヴフ県には12の郡が設置されていた。

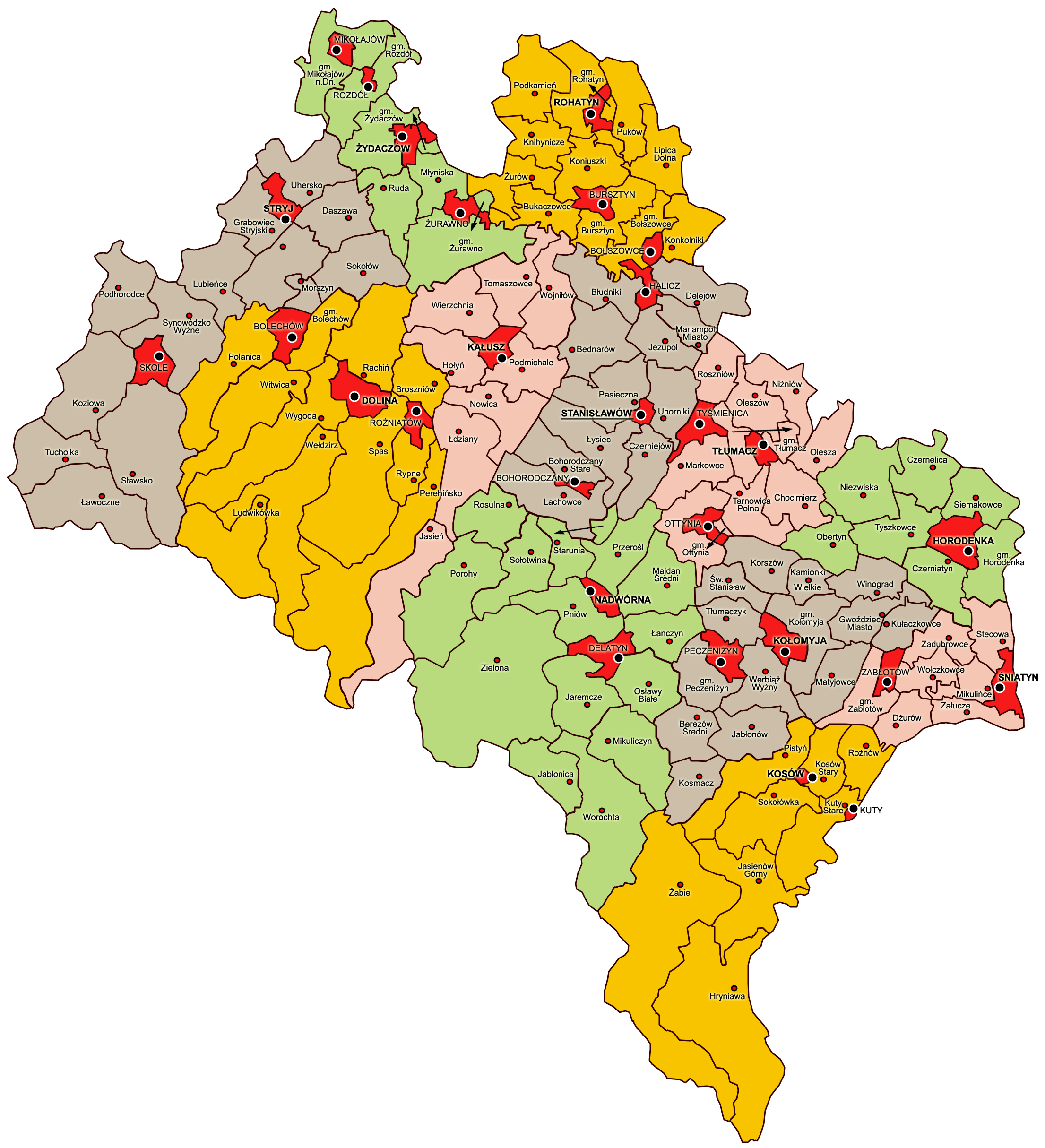
1938年の行政区画

- ドリーナ（2397㎢）
- ホロデンカ（849㎢）
- カルシュ・ウクライネ（1137㎢）
- コロミア（1339㎢）
- コシフ（1839㎢）
- ナドヴィルナ（2472㎢）
- ロハティン（1147㎢）
- スタニスワヴフ（1249㎢）
- ストルイ（2081㎢）
- スニアティン（567㎢）
- トゥルマッハ（934㎢）
- ジダチフ（883㎢）

## 併合・現在
1943年のテヘラン会談によりスタニスワヴフ県はウクライナ社会主義ソビエト共和国にスタニスラーウ州として編入され、1962年に現在のイヴァーノ＝フランキーウシク州に改名された。